# Mikhail Misjustin
Mikhail Vladimirovitj Misjustin (russisk: Михаил Владимирович Мишустин, født 3. marts 1966) er en russisk politiker og økonom, der siden den 16. januar 2020 har været Ruslands premierminister. Forinden udnævnelsen som premierminister havde han fra 2010 været leder af Ruslands føderale skattevæsen.
Den 15. januar 2020 blev han af præsident Vladimir Putin nomineret til premierministerposten efter Dmitrij Medvedevs og den øvrige regerings fratræden. Hans udnævnelse blev formelt bekræftet af Statsdumaen den 16. januar og indsat i embedet samme dag.

## Tidligt liv og karriere
Mikhail Misjustin blev født den 3. marts 1966 i Lobnja, 30 km nordvest for Moskva. Hans mor er en etnisk armener med rødder i landsbyen Meghradzor, Kotayk-provinsen i Armenien. I 1989 uddannede han sig fra STANKIN med hovedfag i systemteknik, og derefter i 1992 afsluttede han postgraduate studier på det samme institut.
Efter uddannelsen fra kandidatskolen begyndte han at arbejde som direktør for et testlaboratorium og ledede senere bestyrelsen for International Computer Club (ICC), en offentlig almennyttig organisation.
I 1998 tiltrådte han statstjenesten som assistent for informationssystemer til regnskabsføring og kontrol over modtagelsen af skattebetalinger til chefen for den statslige skattetjeneste i Den Russiske Føderation.[kilde mangler] Derefter arbejdede han som viceminister fra Den Russiske Føderation for skatter og afgifter, leder af det føderale agentur for registrering af fast ejendom inden for det russiske ministerium for økonomisk udvikling og leder af det føderale agentur for forvaltning af særlige økonomiske zoner.[kilde mangler]
I 2008 forlod han embedstjenesten og vendte tilbage til erhvervslivet - denne gang inden for investeringsområdet.[kilde mangler]
I februar 2009 tiltrådte han personalereserven for Ruslands præsident.

## Leder af den føderale skattetjeneste
I 2010 blev Mikhail Misjustin udnævnt til leder af den føderale skattetjeneste. I denne position erklærede han krig mod "beskidte data" og begyndte at rydde op i problemer med uberettigede momsrefusioner.
Efter hans udnævnelse til denne post udtrykte erhvervsfolk håb om, at Misjustin, som kommer fra erhvervslivet, ville være mere "venlig" over for russiske erhvervsfolk. Misjustin støttede forenklingen af samspillet mellem virksomheder og borgere med skattemyndighederne. Med hensyn til folks arbejde og bekæmpelse af korruption sagde Misjustin, at han havde til hensigt at udvikle elektroniske tjenester i den føderale skattetjeneste så meget som muligt.
Foruden informatisering arbejdede den føderale skattetjeneste under Misjustin ledelse på nye standarder for service på skatteydere. Af hensyn til borgerne er åbningstiden for inspektioner især blevet forlænget. I 2015 begyndte det føderale kontaktcenter at arbejde.
I denne periode blev skattetjenesten kritiseret for sin alt for strenge tilgang til erhvervslivet, og Misjustin afviste denne beskyldning med henvisning til en betydelig reduktion i antallet af inspektioner. Med ankomsten af Misjustin i 2010 ændrede den føderale skattetjeneste sin tilgang til tilrettelæggelse af kontrolvirksomhed til fokus på analytisk arbejde. Som et resultat er antallet af skatterevisioner på stedet faldet kraftigt, mens deres effektivitet er steget. Hvis tidligere hver tiende skatteyder blev kontrolleret, kontrollerede skattemyndighederne i 2018 kun et lille selskab ud af 4.000. Antallet af inspektioner af store og mellemstore virksomheder er også faldet markant.
Som chef for den føderale skattetjeneste tjente Misjustin et ry som en dygtig teknokrat.

## Premierminister
Den 15. januar 2020 blev Mikhail Misjustin udnævnt til premierminister af Vladimir Putin, efter Dmitrij Medvedevs og den russiske regerings fratræden. Den 16. januar blev Mikhail Misjustin bekræftet af statsdumaen som premierminister. For første gang i historien stemte intet parlamentsmedlem imod. Samme dag blev han udnævnt til premierminister ved dekret af præsident Putin.